# سمادل عملاقة
الهلبندرية أو السمادل العملاقة أو فصيلة السلمندر العملاق (الاسم العلمي: Cryptobranchidae)، هو فصيلة من البرمائيات يتبع رتبة السلمندر. أنواع هذه الفصيلة هي أكبر فصائل البرمائيات الحية حتى اليوم. والسمندل العملاق الياباني يصل طوله إلى 1.44 متر. بينما السلمندر العملاق الصيني يصل طوله إلى 1.8 متر.